# توماس جاي رايلي
توماس جاي رايلي (بالإنجليزية: Thomas J. Riley)‏ هو محامي أمريكي، ولد في 20 يناير 1885 في إسكانابا في الولايات المتحدة، وتوفي بنفس المكان في 15 مارس 1928.